# 青龙寺 (稷山)
青龙寺，位于山西省运城市稷山县稷峰镇城西4公里马村西侧。

## 历史
青龙寺创建于唐龙朔二年（662年），元明以来多次重修，保持元代风格。

## 建筑
青龙寺占地10亩，前后两进，大小殿宇8座，建于元代。大殿、中殿和伽蓝殿内保存有元、明壁画196.38平方米。

## 保护
2001年6月25日，青龙寺公布为全国重点文物保护单位，编号5-0275-3-081。